# Химич, Андрей Иванович
Андрей Иванович Химич (род. 14 декабря 1937, Макеевка, Черниговская область) — советский каноист, олимпийский чемпион 1964 года. Заслуженный мастер спорта СССР (1964). Член КПСС с 1960 года.
В 1956—1959 гг. обучался в Черкасском педагогическом институте.

## Спортивная карьера
- Олимпийский чемпион 1964 года в каноэ-двойке со Степаном Ощепковым на дистанции 1000 м;
- Серебряный призёр чемпионата мира 1966 года в каноэ-двойке на 10 000 м;
- Чемпион Европы 1961 года в каноэ-одиночке на 1000 м, в каноэ-двойке на 1000 м (с С. Ощепковым) и на 10 000 м (с В. Дрибасом);
- Бронзовый призёр чемпионата Европы 1961 года в каноэ-одиночке на 10 000 м;
- Многократный чемпион СССР 1961—1966 годов.